# 东施古镇
东施古镇，是中华人民共和国天津市蓟州区下辖的一个乡镇级行政单位。

## 行政区划
东施古镇下辖以下地区：
裕泉庄村、东晋公坨村、嘴吧庄村、韩家筏村、保健庄村、南小逯庄村、李桂庄村、宏阁村、西施古村、西蔡庄村、郭福庄村、东施古村、南孟辛庄村、南毛庄子村、定福庄村、柳子口村和向阳村。